# Franjo Tuđman
Franjo Tuđman (AFI: [ˈfraːɲɔ ˈtudʑman] escuchaⓘ) (Veliko Trgovišće, 14 de mayo de 1922 - Zagreb, 10 de diciembre de 1999) fue un historiador, escritor y político croata, que se convirtió en el primer presidente de Croacia tras la independencia del país en 1990 hasta su muerte en 1999. Tuđman también fue el noveno y último presidente de la Presidencia de la Croacia yugoslava de mayo a julio de 1990.
Tuđman nació en Veliko Trgovišće. En su juventud, luchó durante la Segunda Guerra Mundial como miembro de los partisanos yugoslavos. Después de la guerra, asumió un puesto en el Ministerio de Defensa, alcanzando más tarde el rango de general de división del Ejército Popular Yugoslavo en 1960. Después de su carrera militar, se dedicó al estudio de la geopolítica. En 1963, se convirtió en profesor en la Facultad de Ciencias Políticas de Zagreb. Se doctoró en Historia en 1965 y trabajó como historiador hasta que entró en conflicto con el régimen. Tuđman participó en el movimiento de la Primavera Croata que pedía reformas en el país y fue encarcelado por sus actividades en 1972. Vivió en un relativo anonimato en los años siguientes hasta el final del comunismo, momento en el que comenzó su carrera política fundando la Unión Democrática Croata (HDZ) en 1989.
El HDZ ganó las primeras elecciones parlamentarias croatas en 1990 y Tuđman se convirtió en el presidente de la Presidencia de la República Eslovaca de Croacia. Como presidente, Tuđman introdujo una nueva constitución y presionó por la creación de una Croacia independiente. El 19 de mayo de 1991 se celebró un referéndum de independencia, que fue aprobado por el 93 por ciento de los votantes. Croacia declaró su independencia de Yugoslavia el 25 de junio de 1991. Las zonas de mayoría serbia se rebelaron, respaldadas por el ejército yugoslavo, y Tuđman dirigió Croacia durante su Guerra de Independencia. En 1992 se firmó un alto el fuego, pero la guerra se había extendido a Bosnia y Herzegovina, donde los croatas lucharon en alianza con los bosnios. Su cooperación se desmoronó a finales de 1992 y el gobierno de Tuđman se puso del lado de Herzeg-Bosnia durante la guerra croata-bosnia, una medida que provocó críticas de la comunidad internacional. En un veredicto final del juicio por crímenes de guerra contra ex oficiales de alto rango de Herceg-Bosnia, el Tribunal Penal Internacional para la antigua Yugoslavia declaró que Tuđman compartía el objetivo de su empresa criminal conjunta de establecer una entidad para reunificar al pueblo croata, que se llevaría a cabo mediante la limpieza étnica de los musulmanes bosnios. Sin embargo, no lo declaró culpable de ningún delito específico.
En marzo de 1994, firmó el Acuerdo de Washington con el presidente bosnio Alija Izetbegović que reunía a croatas y bosnios. En agosto de 1995, autorizó una gran ofensiva conocida como Operación Tormenta que puso fin a la guerra en Croacia. Ese mismo año, fue uno de los firmantes del Acuerdo de Dayton que puso fin a la guerra de Bosnia. Fue reelegido presidente en 1992 y 1997 y permaneció en el poder hasta su muerte en 1999. Si bien sus partidarios señalan su papel en el logro de la independencia de Croacia, sus críticos han descrito su presidencia como autoritaria. Las encuestas posteriores a la muerte de Tuđman han mostrado generalmente un alto índice de favorabilidad entre el público croata.

## Biografía

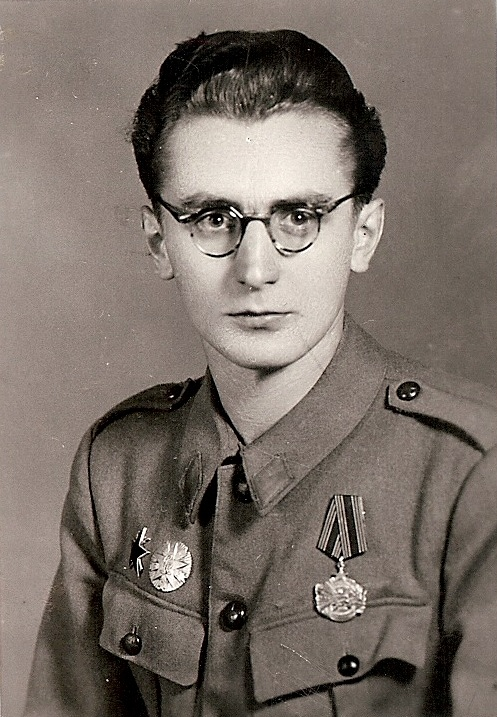
Franjo Tuđman como miembro de los partisanos yugoslavos en 1945.

Franjo Tuđman (pronunciado /fraño túchman/ en fonética española) se unió, a los diecinueve años de edad, a la guerrilla antifascista de Josip Broz Tito, aunque tuvo un papel irrelevante en la misma y, terminada la guerra, era el general más joven del Ejército Popular Yugoslavo, con tan solo veintitrés años.
Antes de reaparecer en la escena política yugoslava como líder del HDZ, fue disidente político por sus ideas ultranacionalistas, por lo que fue encarcelado en 1971 y juzgado en 1972.
Defendió posturas nacionalistas croatas tras la muerte de Tito en 1980, y ya en los años 1990 lideró el partido croata llamado Hrvatska Demokratska Zajednica - HDZ (Unión Democrática Croata) que, a su vez, fue la punta del movimiento independentista croata a finales del siglo XX. Cuando Tudjman declaró, en la primera convención nacional del HDZ, que el Estado Ustacha había conseguido a su manera realizar las aspiraciones independentistas croatas, la mayoría de los intelectuales que se habían unido al principio al partido se desligaron del mismo. El HDZ, no obstante, logró agrupar a la mayoría absoluta del pueblo croata tanto en Croacia como en Bosnia-Herzegovina en las primeras elecciones democráticas, justo después de la caída del comunismo en la Yugoslavia socialista. Su objetivo se cristalizó el 30 de mayo de 1990 a través de un referéndum nacional por la independencia de Croacia. Desde diversos ámbitos, su ascenso al poder fue interpretado como el retorno al fascismo que gobernó Croacia durante la Segunda Guerra Mundial.

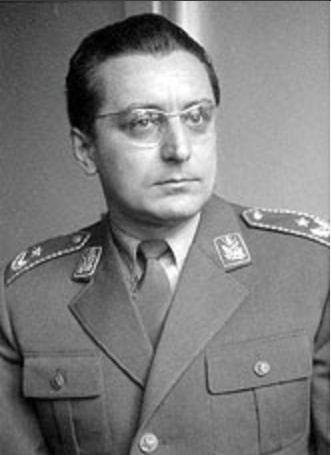
Franjo Tudjman recibió el grado de Mayor General en el JNA en 1960.

Sus posturas nacionalistas y secesionistas le llevaron hacia la presidencia de Croacia y la independencia de ese país. Frenó hábilmente al Ejército Yugoslavo (JNA) en Croacia, por entonces muy superior en armamento, con la combinación de armisticios y defensa del territorio del país. Después de que las fuerzas internacionales de UNPROFOR se interpusieran finalmente entre el autoproclamado Estado serbio dentro de Croacia y las fuerzas croatas, Tuđman decidió organizar y armar el Ejército croata (HV), preparando para 1995 las operaciones «Bljesak» y «Oluja», con las que recuperó la integridad territorial del país. Acusado de limpieza étnica contra la población serbia de la región de la Krajina, estuvo investigado por crímenes contra la humanidad por el Tribunal Penal Internacional para la ex Yugoslavia, y algunos medios señalaron que habría sido imputado por el mismo de no haber fallecido.

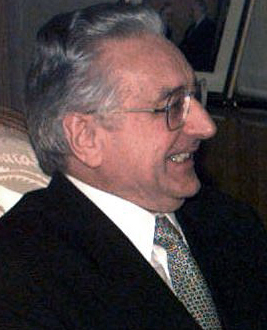
Franjo Tudjman en 1996.

Sus detractores, como su sucesor en la presidencia de Croacia Stipe Mesic, lo acusan de no haber comprendido la situación en Bosnia-Herzegovina y la realidad nacional de los bosníacos. Parece que Tuđman contaba con este colectivo como parte integral del pueblo croata, considerándolos «croatas de religión islámica», como ya ocurriera durante el mandato en Bosnia por la ustacha en la Segunda Guerra Mundial. Este y otros errores de cálculo por su parte provocaron una guerra entre los bosniocroatas dirigidos desde Zagreb (los croatas de Bosnia-Herzegovina) y los bosníacos, que sucedió durante gran parte de la guerra de Bosnia. Los bosníacos no querían que ninguna parte de Bosnia-Herzegovina fuera separada y anexada a Croacia. Otros lo acusan de haber negociado directamente con Milosevic, a través del Acuerdo de Karađorđevo, la división de Bosnia-Herzegovina entre Croacia y Serbia, apoyándose en ciertos documentos visuales.

### Enfermedad y muerte
En 1993 le fue diagnosticado un cáncer de estómago que le acabaría provocando la muerte en 1999. El 1 de noviembre de 1999 apareció en público por última vez. Mientras estaba hospitalizado, los partidos de oposición acusaron al partido gobernante HDZ de ocultar el hecho de que Tuđman ya estaba muerto y que las autoridades mantenían su muerte en secreto para ganar más escaños en las próximas elecciones generales de enero de 2000. La muerte de Tuđman fue declarada oficialmente el 10 de diciembre de 1999. Se celebró una misa fúnebre en la catedral de Zagreb y fue enterrado en el cementerio de Mirogoj. A su muerte, se produjo el ascenso al poder de posturas más moderadas, beneficiosas para la integración étnica y celebradas por el resto de los Estados balcánicos.

## Personalidad

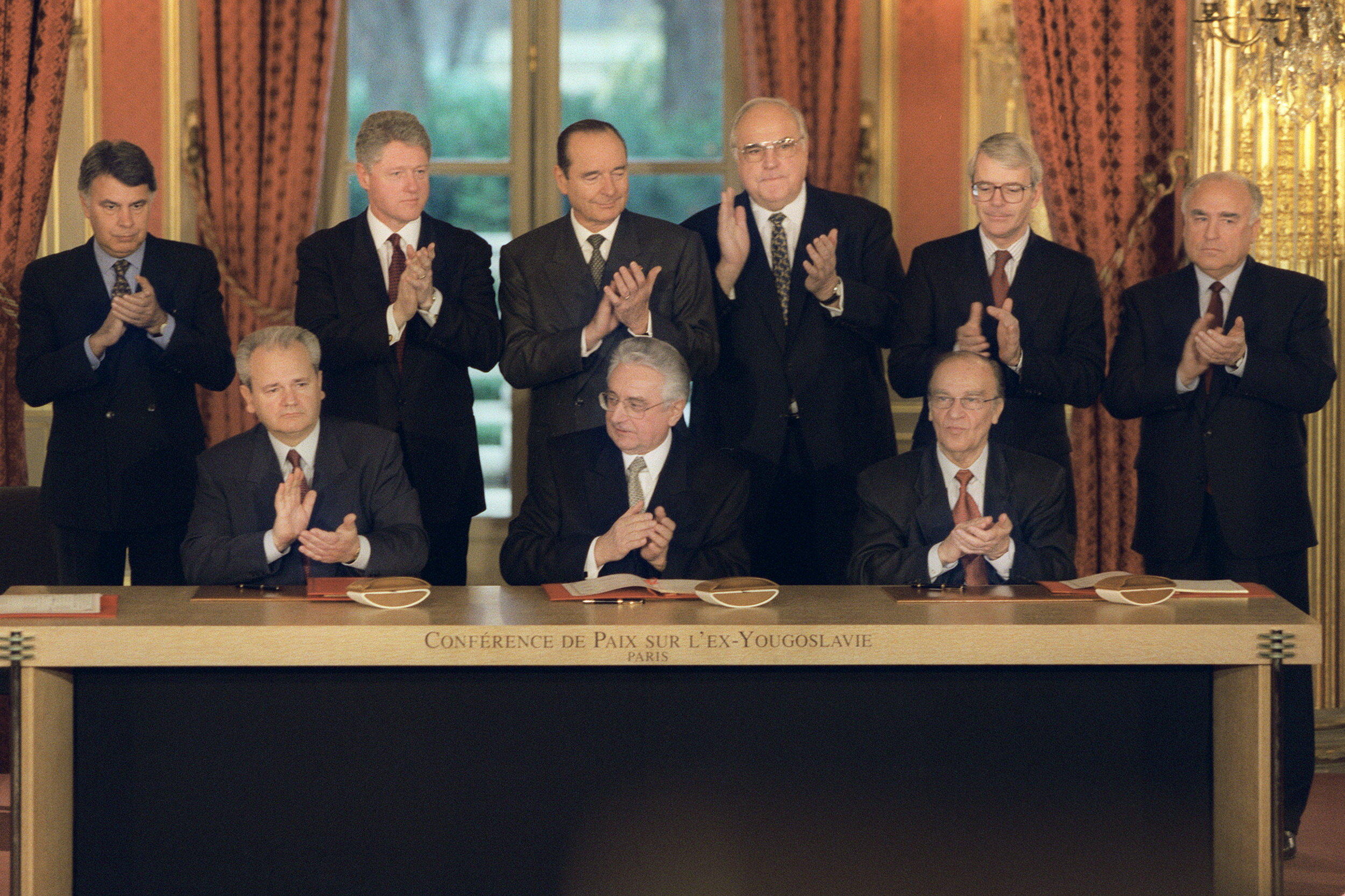
Franjo Tuđman fue uno de los firmantes de los Acuerdos de Dayton de 1995.

Miembros de la Oficina del Presidente de la República de Croacia en 1997.

Tuđman era un nacionalista croata o por lo menos se volvió nacionalista en las últimas décadas de su vida. Se creía que era un elegido, y que su nación Croacia tenía un "destino histórico" (Gran Croacia). Le gustaba presentarse a la gente como historiador. Esa visión nacionalista pseudorracial ha sido comparada con la de Hitler. Era autoritario, soberbio, vanidoso y tenía una total falta de humor. En sus primeros años era comunista y ateo, pero con el paso del tiempo (y especialmente tras la muerte de Tito) renegó del comunismo y acabó muriendo bendecido por la Iglesia católica (hay que recordar que la Santa Sede, junto con Alemania, fueron los primeros en reconocer a la Croacia independiente). Fue encarcelado por los disturbios de la primavera croata en 1971. En 1980, tras la muerte de Tito, fue encarcelado por separatista croata. Otro motivo por el que fue encarcelado fue por ser negacionista del Holocausto, ya que defendía que en el campo de concentración de Jasenovac murieron "sólo" unas 60 000 personas, cuando estudios oficiales dan en torno a 600 000 víctimas. Desheredó a una de sus hijas por casarse con un serbio.
Fue uno de los principales actores —junto a Milosevic, entre otros— de las guerras yugoslavas que produjeron la disolución de Yugoslavia en la década de 1990. En el caso de Bosnia, no tuvo complejos en repartírsela entre Serbia y Croacia con un acuerdo secreto con su teórico archienemigo, el nacionalista serbio Milosevic (véase Acuerdo de Karađorđevo). De ese acuerdo entre Tudjman y Milosevic se ha comentado:

[...] Más de un analista ha sugerido que Tudjman pagó entonces, y con creces, su enorme ingenuidad. Si, por un lado, creyó a pies juntillas que Milosevic no tenía interés alguno en la Krajina y en Eslavonia —dos regiones que al poco fueron objeto de limpieza étnica por las milicias serbias y el Ejército federal—, por el otro se lanzó laboriosamente a un impresentable reparto de Bosnia que, inmoralidades e injusticias al margen, sólo trajo sinsabores a Croacia.

Sin duda, uno de los episodios más oscuros fue en agosto de 1995, cuando inició una limpieza étnica (Operación Tormenta), realizada por el Ejército croata, en la cual más de 250 000 serbios fueron desplazados de Krajina.
Otro episodio controvertido es que, como máximo responsable del gobierno y el ejército croata, tuvo que saber de la existencia de campos de concentración de musulmanes en la Bosnia ocupada por los bosnio-croatas. Fueron los primeros campos de concentración en Europa desde la Segunda Guerra Mundial. Simbólicamente, la destrucción del puente de Mostar en Bosnia por los croatas hizo un gran daño de imagen a su causa. Todo esto hundió la imagen de Franjo Tudjman y Croacia en Occidente, de modo que cuando falleció en 1999, ningún alto representante extranjero fue a su funeral.
Era admirador de Francisco Franco. Incluso pensó en crear un Valle de los Caídos croata junto con los restos de Ante Pavelić y de Tito.
Según el intelectual bosnio-croata Predrag Matvejevic, su herencia no es precisamente modélica:

[...] Se juzga una política y a su creador según la herencia que dejan: un Estado en el que reina prácticamente un solo partido, una democracia privada de justicia, un control ejercido sobre los medios de comunicación, una política expansionista que se ha aventurado a la conquista de los territorios de Bosnia-Herzegovina, empobrecimiento de la población y pillaje de la propiedad pública, despotismo insostenible y nepotismo inusitado, inaceptable degradación del prestigio de Croacia, incluso a los ojos de los que estaban más cerca de ella y primero acudieron en su ayuda.

Estuvo investigado por crímenes contra la humanidad por el Tribunal Penal Internacional para la ex Yugoslavia, y algunos medios señalaron que habría sido imputado por el mismo de no haber fallecido. Algunos de sus generales, como Ante Gotovina, Dario Kordić, Rahim Ademi, Petar Stipetic o Janko Bobetko, fueron investigados, y algunos juzgados por el tribunal.